# Xestocephalus fulvus
Xestocephalus fulvus är en insektsart som beskrevs av Delong, Wolda och Estribi 1983. Xestocephalus fulvus ingår i släktet Xestocephalus och familjen dvärgstritar. Inga underarter finns listade i Catalogue of Life.